# Fiat X1/9
El Fiat X1/9 és un automòbil esportiu de dues places amb motor central dissenyat per Bertone i fabricat per Fiat des de 1972-1982 i posteriorment per Bertone des de 1982-1989.

## Història

### "Runabout"
El Fiat X1/9 descendeix des del concept car Autobianchi A112 Bertone "Runabout", un vehicle de línies tenses i amb un arc antibolcada amb molt caràcter on els fars hi anaven instal·lats. Dissenyat per Marcello Gandini i prototipat per Bertone, es va presentat al "Salone dell'automobile di Torino" del 1969.

### Models
Inicialment en el 1972 es va presentar la primera sèrie. Amb un motor gasolina de quatre cilindres i 1290 centímetres cúbics de cilindrada, generant 75 cavalls de potència màxima. Dotant-lo amb una caixa de canvis manual de quatre marxes. La segona sèrie del X1/9, es va llançar el 1978, amb un nou estilitzat i un nou interior per adaptar-lo al mercat nord-americà. La cilindrada del motor va ser augmentada fins a 1498 cc i la caixa de canvis a 5 velocitats, augmentant també la seva potència màxima a 85 CV.

#### Primera sèrie
Models de la primera sèrie (1300):
| Models                            | Any  |
| --------------------------------- | ---- |
| Fiat X1/9 1300                    | 1972 |
| Fiat X1/9 1300 USA                | 1974 |
| Fiat X1/9 1300 Corsa              | 1975 |
| Fiat X1/9 1300 Serie Speciale     | 1976 |
| Fiat X1/9 1300 Lido               | 1978 |
| Fiat X1/9 1300 USA Serie Limitata | 1978 |

- Dimensions generals:

| Longitud | 3830 mm |
| Ample    | 1570mm  |
| Alçada   | 1170 mm |
| Batalla  | 2200 mm |
| Pes      | 885 kg  |

- Motor

Quatre cilindres en línia amb un desplaçament 1290 centímetres cúbics. Potència 75 cavalls DIN a 6000 revolucions per minut. Alimentat per dos carburadors invertits Solex DMTR 22.
- Transmissió

Motor central amb tracció posterior. Embragatge en sec d'un sol disc i caixa de canvis de 4 velocitats sincronitzada.

#### Segona sèrie
La segona sèrie es va començar amb la producció per part de Fiat en el 1978, però va ser en el 1982 quan la fabricació de Fiat X1/9 va passar a ser realitzada per Bertone. Adoptant el nom de Bertone X1/9.
Models de la segona sèrie (1500):
| Models                        | Any  |
| ----------------------------- | ---- |
| Fiat X1/9 1500 Five Speed     | 1978 |
| Fiat X1/9 1500 Cabrio         |      |
| Bertone X1/9 1500 IN          | 1982 |
| Bertone X1/9 1500 VS          | 1985 |
| Bertone X1/9 1500             | 1987 |
| Bertone X1/9 1500 Gran Finale | 1989 |

- Dimensions generals:

| Dimensions | Dimensions |
| ---------- | ---------- |
| Longitud   | 3960 mm    |
| Ample      | 1570mm     |
| Alçada     | 1180 mm    |
| Batalla    | 2200 mm    |
| Pes        | 920 kg     |

- Motor

Quatre cilindres en línia amb un desplaçament1498 centímetres cúbics. Potència 85 cavalls DIN a 6000 revolucions per minut. Alimentat per dos carburadors invertits Weber 34 DATR7.
- Transmissió

Motor central amb tracció posterior. Embragatge en sec d'un sol disc i caixa de canvis de 5 velocitats sincronitzada.

## Competició

### Fiat X1/9 Abarth
En els inicis dels anys setanta, es va iniciar el desenvolupament del projecte Fiat X1/9 Abarth dins del departament de competició de Fiat, com a substitut del Lancia Stratos. L'equip estava presidit per Renzo Avidano, el director d'Abarth, Giulio Lampredi, cap de motor i Mario Colucci, expert en xassís. Giorgio Pianta fou el pilot de proves i juntament amb Gino Macaluso, un dels millors copilots de l'equip de ral·li de Fiat i el futur director de Fiat Sport.
Durant la curta etapa a la competició, del 1973 al 1974, es van fer diverses variacions pel que fa a les motoritzacions.
El primer cotxe utilitzat per la presentació del projecte va ser el xassís 128 AS 0000133. Modificant el compartiment del motor per tal que es pogués col·locar una unitat de 2 litres de Lancia Beta Montecarlo.
El xassís 128 AS 0023001 es va dotar del motor Abarth "232" amb un desplaçament de 1756 centímetres cúbics amb una culata Abarth de 8 vàlvules, alimentat per dos carburadors Weber 44 IDF. Era capaç de generar 170 cavalls a les 8000 revolucions per minut. El motor i la transmissió es van obtenir del Lancia Beta Coupe grup 4.
Després de realitzar els corresponents testos, el prototip del X1/9 es va inscriure al Rally de Sicília a la categoria Grup 5 per primer cop. Estava equipat amb un el motor Abarth "232" de 1756 centímetres cúbics que normalment es muntava en el 124 Abarth Rally Group 4. Montant una culata Abarth de 16 vàlvules i alimentat per dos carburadors Weber 44IDF, aconseguint entre 180 i 190 cavalls.
En el Tour de França, Abarth va entrar en tres cotxes, i cada cotxe estava equipat amb un motor diferent. El cotxe amb llicència TO L65335 va utilitzar el motor Abarth "232" de 1756 cc amb 16 vàlvules. Mentre que el segon cotxe amb llicència TO L65336, es va equipar un motor de 8 vàlvules de 1756 cc. Els dos primers cotxes estaven alimentats per dos carburadors Weber IDF 44, generant entre 170 i 190 cavalls a les 8000 rpm. El tercer cotxe, A L65337, estava equipat amb un motor "232G" de 16 vàlvules de 1839 cc. Alimentat per una injecció Kugelfisher, sent capaç d'arribar a una potència d'entre 205-210 CV a les 8000 rpm.
Amb un pes de només 750 kilograms, el prototip Fiat X1/9 Abarth Rally era més lleuger que el Fiat 124 Abarth Rally i que el Fiat 131 Abarth Rally. En vista de l'èxit, unes de les següents evolucions del projecte, era la idea d'equipar el vehicle amb una alimentació assitiada per un turbo. Però no va arribar més enllà d'un esborrany.
Respecte a la carrosseria, el cotxe es va caracteritzar per una aerodinàmica singular, muntant unes llantes d'aliatge Cromodora. Es va eliminar el sistema de fars escamotejables, instal·lant uns fars rectangulars fixos i afegint unes llums circulars addicionals de llarg abast. Se'l va dotar amb generoses entrades d'aire en el capó davanter i en els passos de roda posteriors. Però el tret més característic fou l'entrada d'aire de tipus periscopi en el capó posterior per refrigerar el motor central Abarth, estrenada en el Rally de les quatre Regions.
El bon comportament i les crítiques favorables dels pilots, no van ser suficients per poder continuar el projecte. Els reiterats abandonaments i decisions comercials favorables altres models, fan fer que el cotxe tingues una breu carrera en les competicions del mundial de ral·lis. Donant pas a projectes com ara el Fiat X1/20 (Lancia Beta Montecarlo) i el paral·lelament al Fiat 131 Abarth Rally.
Segons es creu tres d'aquests prototips Abarth X1/9 encara es conserven en el seu estat original, un quart hauria estat reconstruït i el cinquè va quedar calcinat en un incendi.